# Mauritius na Letnich Igrzyskach Olimpijskich 2024
Mauritius na Letnich Igrzyskach Olimpijskich 2024 – występ kadry sportowców reprezentujących Mauritius na igrzyskach olimpijskich, które odbyły się w Paryżu we Francji, w dniach 26 lipca – 11 sierpnia 2024.
Reprezentacja Mauritiusu liczyła trzynaścioro zawodników – sześć kobiet i siedmiu mężczyzn, którzy wystąpili w 7 dyscyplinach.
Był to jedenasty start Mauritiusu na letnich igrzyskach olimpijskich.

## Reprezentanci

### Badminton
| Zawodnik      | Konkurencja | Faza grupowa               | Faza grupowa             | Faza grupowa | 1/8 finału       | Ćwierćfinały     | Półfinały        | Finał            | Finał | Źródło |
| Zawodnik      | Konkurencja | Przeciwnik Wynik           | Przeciwnik Wynik         | Poz.         | Przeciwnik Wynik | Przeciwnik Wynik | Przeciwnik Wynik | Przeciwnik Wynik | Poz.  | Źródło |
| ------------- | ----------- | -------------------------- | ------------------------ | ------------ | ---------------- | ---------------- | ---------------- | ---------------- | ----- | ------ |
| Kate Foo Kune | singel (k)  | Yavarivafa W (21–5, 21–11) | Yeo P (12-21, 6-21)      | 2.           | NQ               | NQ               | NQ               | NQ               | NQ    | [ 1 ]  |
| Julien Paul   | singel (m)  | Vitidsarn P (9–21, 12–21)  | Koljonen P (5-21, 11-21) | 3.           | NQ               | NQ               | NQ               | NQ               | NQ    | [ 2 ]  |

### Judo
| Zawodnik      | Konkurencja | 1/16              | 1/8              | Ćwierćfinał      | Półfinał         | Repasaże         | Finał / 3. miejsce | Finał / 3. miejsce | Źródła |
| Zawodnik      | Konkurencja | Przeciwnik Wynik  | Przeciwnik Wynik | Przeciwnik Wynik | Przeciwnik Wynik | Przeciwnik Wynik | Przeciwnik Wynik   | Pozycja            | Źródła |
| ------------- | ----------- | ----------------- | ---------------- | ---------------- | ---------------- | ---------------- | ------------------ | ------------------ | ------ |
| Rémi Feuillet | -90 kg (m)  | Kaljulaid P 00–10 | NQ               | NQ               | NQ               | NQ               | NQ                 | NQ                 | [ 3 ]  |

### Kolarstwo

#### Kolarstwo górskie
| Zawodnik          | Konkurencja       | Czas | Pozycja | Źródło |
| ----------------- | ----------------- | ---- | ------- | ------ |
| Aurelie Halbwachs | cross-country (k) | DNF  | DNF     | [ 4 ]  |

#### Kolarstwo szosowe
| Zawodnik           | Konkurencja                    | Czas | Pozycja | Źródło |
| ------------------ | ------------------------------ | ---- | ------- | ------ |
| Christopher Lagane | wyścig ze startu wspólnego (m) | DNF  | DNF     | [ 5 ]  |
| Diane Ingabire     | wyścig ze startu wspólnego (k) | DNF  | DNF     | [ 6 ]  |

### Lekkoatletyka
| Zawodnik       | Konkurencja       | Runda 1 | Runda 1 | Runda 2 | Runda 2 | Półfinał | Półfinał | Finał   | Finał   | Źródło |
| Zawodnik       | Konkurencja       | Wynik   | Miejsce | Wynik   | Miejsce | Wynik    | Miejsce  | Wynik   | Miejsce | Źródło |
| -------------- | ----------------- | ------- | ------- | ------- | ------- | -------- | -------- | ------- | ------- | ------ |
| Noa Bibi       | bieg na 100 m (m) | 10.27   | 2. Q    | 10.19   | 34.     | NQ       | NQ       | NQ      | NQ      | [ 7 ]  |
| Yaqoub Alyouha | maraton (k)       | —       | —       | —       | —       | —        | —        | 2:34:56 | 54.     | [ 8 ]  |

### Pływanie
| Zawodnik        | Konkurencja               | Eliminacje | Eliminacje | Półfinał | Półfinał | Finał | Finał | Źródło |
| Zawodnik        | Konkurencja               | Czas       | Poz.       | Czas     | Poz.     | Czas  | Poz.  | Źródło |
| --------------- | ------------------------- | ---------- | ---------- | -------- | -------- | ----- | ----- | ------ |
| Ovesh Purahoo   | 100 m st. dowolnym (m)    | 52.22.     | 60.        | NQ       | NQ       | NQ    | NQ    | [ 9 ]  |
| Anishta Teeluck | 200 m st. grzbietowym (k) | 2:18.67    | 27.        | NQ       | NQ       | NQ    | NQ    | [ 10 ] |

### Triathlon
| Zawodnik                   | Konkurencja | Pływanie | Zmiana 1 | Jazda na rowerze | Zmiana 2 | Bieg | Czas | Pozycja | Źródło |
| -------------------------- | ----------- | -------- | -------- | ---------------- | -------- | ---- | ---- | ------- | ------ |
| Jean Gaël Laurent L'Entete | mężczyźni   | 25:10    | 0:53     | LAP              | LAP      | LAP  | LAP  | LAP     | [ 11 ] |

### Żeglarstwo
Konkurencje eliminacyjne
| Zawodnik         | Konkurencja      | Wyścig | Wyścig | Wyścig | Wyścig | Wyścig | Wyścig | Wyścig   | Wyścig   | Wyścig | Wyścig  | Wyścig | Wyścig | Pozycja | Źródło |
| Zawodnik         | Konkurencja      | 1      | 2      | 3      | 4      | 5      | 6      | 7        | 8        | pkt.   | miejsce | SF     | F      | Pozycja | Źródło |
| ---------------- | ---------------- | ------ | ------ | ------ | ------ | ------ | ------ | -------- | -------- | ------ | ------- | ------ | ------ | ------- | ------ |
| Jean de Falbaire | formuła kite (m) | 17     | 15     | 15     | 21     | 21     | 15     | 16       | odwołany | 78     | 19.     | NQ     | NQ     | 19.     | [ 12 ] |
| Julie Paturau    | formuła kite (k) | 18     | 17     | 17     | 21     | DNC    | DNS    | odwołany | odwołany | 94     | 20.     | NQ     | NQ     | 20.     | [ 13 ] |